# Ауґустс Бєрце
Ауґустс Бєрце (Арайс Берце Ауґуст; латис. Augusts Bērce, 20 березня 1890 — 11 червня 1921) — латиський письменник, більшовик, діяч короткочасно існуючої Латвійської Соціалістичної Радянської Республіки.

## Життєпис
Походив з батрацької родини з Єлгавського повіту.
Професійний революціонер. Керівник підпільного революційного руху, редактор газети «Ціня».
У 1919 році був членом ЦК компартії Латвії і народним комісаром соціального забезпечення.
У червні 1921 року був розстріляний біля стін Ризької тюрми.

## Твори
Оповідання та вірші Ауґуста Берце присвячені героям революційного підпілля.
Найвідоміший твір — «Смерть Менуса» (1921) (російський переклад — Смерть Менуса. Рига, 1948).